# Élections sénatoriales de 1998 en Guyane
L'élection sénatoriale en Guyane a eu lieu le dimanche 27 septembre 1998. 
Elle a eu pour but d'élire le sénateur représentant le département de Guyane pour un mandat de neuf années.

## Contexte départemental
Lors des élections sénatoriales du 24 septembre 1989 en Guyane, un sénateur a été élu, Georges Othily (PSG).
Depuis, tous les effectifs du collège électoral des grands électeurs ont été renouvelés, avec les élections législatives françaises de 1997, les élections régionales françaises de 1998, les élections cantonales de 1994 et 1998 et les élections municipales françaises de 1995.

## Rappel des résultats de 1989
|                | Georges Othily | PSG            | 104 | 54,45  |  |  |
|                | Raymond Tarcy  | PSG            | 84  | 43,98  |  |  |
|                | Arsène Bouyer  | DVD            | 3   | 1,57   |  |  |
|                |                |                |     |        |  |  |
| Inscrits       | Inscrits       | Inscrits       | 196 | 100,00 |  |  |
| Abstentions    | Abstentions    | Abstentions    | 3   | 1,53   |  |  |
| Votants        | Votants        | Votants        | 193 | 98,47  |  |  |
| Blancs et nuls | Blancs et nuls | Blancs et nuls | 2   | 1,02   |  |  |
| Exprimés       | Exprimés       | Exprimés       | 191 | 97,45  |  |  |

## Sénateur sortant
| Sénateur | Sénateur       | Parti | Fonctions lors de l'élection en 1989 |
| -------- | -------------- | ----- | ------------------------------------ |
|          | Georges Othily | FDG   | Président du conseil régional        |

## Présentation des candidats
Le seul représentant de la Guyane est élu pour une législature de 9 ans au suffrage universel indirect par les 320 grands électeurs du département. 
En Guyane, le sénateur est élu au scrutin majoritaire à deux tours.
Les indépendantistes du MDES ont appelé au boycott du scrutin.
| Candidats | Candidats         | Parti | Principale fonction                                     |
| --------- | ----------------- | ----- | ------------------------------------------------------- |
|           | Raymond Charlotte | FNLG  |                                                         |
|           | Raymond Tarcy     | PSG   | Ancien sénateur                                         |
|           | Georges Othily    | FDG   | Sénateur sortant, conseiller régional, maire d'Iracoubo |
|           | Paulin Bruné      | RPR   | Ancien député, ancien député européen                   |

## Résultats
|                | Georges Othily    | FDG            | 161 | 57,50  |  |  |
|                | Raymond Tarcy     | PSG            | 91  | 32,50  |  |  |
|                | Paulin Bruné      | RPR            | 22  | 7,86   |  |  |
|                | Raymond Charlotte | FNLG           | 2   | 0,71   |  |  |
|                |                   |                |     |        |  |  |
| Inscrits       | Inscrits          | Inscrits       | 320 | 100,00 |  |  |
| Abstentions    | Abstentions       | Abstentions    | 20  | 6,25   |  |  |
| Votants        | Votants           | Votants        | 300 | 93,75  |  |  |
| Blancs et nuls | Blancs et nuls    | Blancs et nuls | 20  | 6,67   |  |  |
| Exprimés       | Exprimés          | Exprimés       | 280 | 93,33  |  |  |